# Kamila Shamsie
Kamila Shamsie (ur. 13 sierpnia 1973 w Karaczi) – pakistańska i brytyjska pisarka tworząca w języku angielskim, laureatka Women’s Prize for Fiction.

## Życiorys
Urodziła się i wychowała w Karaczi; jest córką krytyczki literackiej i pisarki Muneezy Shamsie. Studiowała na Hamilton College w Stanach Zjednoczonych, gdzie uzyskała bachelor’s degree z kreatywnego pisania, oraz na University of Massachusetts, gdzie zdobyła tytuł magistra sztuk pięknych. W 1998 ukazała się jej pierwsza powieść, In the City by the Sea, którą napisała w trakcie studiów magisterskich. Książka znalazła się w finale brytyjskiej nagrody John Llewelyn Rhys Award i otrzymała Nagrodę Literacką Premiera Pakistanu (1999). Dwie późniejsze powieści Shamsie, Kartografia i Złamane wersety, otrzymały Nagrodę Patras Bukhari pakistańskiej Akademii Literatury, a piąta z kolei, Wypalone cienie, uzyskała nominację do nagrody Orange Prize (dziś: Women’s Prize for Fiction) oraz zdobyła Anisfield-Wolf Book Award. Powieść Home Fire (2017) znalazła się na liście książek nominowanych do Nagrody Bookera, a w 2018 została wyróżniona nagrodą Women’s Prize for Fiction.
6 września 2019 Shamsie została ogłoszona zwyciężczynią niemieckiej Nagrody Nelly Sachs (Nelly-Sachs-Preis), przyznawanej za szczególny wkład w łączenie krajów dzięki kulturze. Jury wycofało się później z przyznania nagrody ze względu na przynależność pisarki do ruchu BDS (Boycott, Divestment and Sanctions) krytykującego Izrael za okupację Palestyny. Decyzja spotkała się z krytyką w środowisku literackim: ponad 250 pisarzy – w tym Arundhati Roy, Michael Ondaatje, Jeanette Winterson i Noam Chomsky – podpisało list protestacyjny, który ukazał się w „London Review of Books”.
Shamsie należy do brytyjskiego PEN Clubu, jej teksty regularnie pojawiają się w „The Guardian”. Mieszka w Wielkiej Brytanii, choć wcześniej dzieliła czas między Londyn i Karaczi. Posiada podwójne, pakistańskie i brytyjskie obywatelstwo.

## Książki
- 1998: In the City by the Sea
- 2000: Salt and Saffron, pol.: Sól i szafran. Katarzyna Maciejczyk (tłum.). Lublin: Red Horse, 2008. ISBN 978-83-60504-73-4. Brak numerów stron w książce
- 2002: Kartography, pol.: Kartografia. Katarzyna Maciejczyk (tłum.). Lublin: Red Horse, 2009. ISBN 978-83-60504-72-7. Brak numerów stron w książce
- 2005: Broken Verses, pol.: Złamane wersety. Alina Patkowska (tłum.). Warszawa: Świat Książki – Weltbild Polska, 2012. ISBN 978-83-273-0137-6. Brak numerów stron w książce
- 2009: Burnt Shadows, pol.: Wypalone cienie. Alina Patkowska (tłum.). Warszawa: Świat Książki, 2011. ISBN 978-83-247-2378-2. Brak numerów stron w książce
- 2014: A God in Every Stone
- 2017: Home Fire
- 2022: Best of Friends[7]